# Campionatul Mondial de Atletism din 2023 - 4x400 m (feminin)
Proba feminină de ștafetă 4x400 de metri de la Campionatul Mondial de Atletism din 2023 a avut loc în perioada 26-27 august 2023 pe Centrul Național de Atletism din Budapesta, Ungaria.

## Program
Ora este ora Ungariei (UTC+1)
| Dată      | Oră   | Etapă      |
| --------- | ----- | ---------- |
| 26 august | 19:55 | Calificări |
| 27 august | 21:47 | Finala     |

## Rezultate

### Calificări
Primele trei echipe din fiecare serie s-au calificat în finală (C), alături de alte două echipe cu cel mai bun timp. Franța s-a calificat și ea în finală în urma deciziei arbitrilor.
| Loc | Serie | Culoar | Țară                       | Atleți                                                                                             | Timp    | Note   |
| --- | ----- | ------ | -------------------------- | -------------------------------------------------------------------------------------------------- | ------- | ------ |
| 1   | 1     | 8      | Jamaica                    | Charokee Young, Nickisha Pryce, Shiann Salmon, Stacey Ann Williams                                 | 3:22,74 | C      |
| 2   | 1     | 6      | Canada                     | Zoe Sherar, Aiyanna Stiverne, Kyra Constantine, Grace Konrad                                       | 3:23,29 | C, SB  |
| 3   | 2     | 3      | Marea Britanie             | Laviai Nielsen, Amber Anning, Nicole Yeargin, Yemi Mary John                                       | 3:23,33 | C, SB  |
| 4   | 2     | 5      | Belgia                     | Naomi van den Broeck, Imke Vervaet, Hanne Claes, Helena Ponette                                    | 3:23,63 | C, SB  |
| 5   | 1     | 3      | Țările de Jos              | Eveline Saalberg, Cathelijn Peeters, Lisanne de Witte, Femke Bol                                   | 3:23,75 | C, SB  |
| 6   | 2     | 4      | Italia                     | Alice Mangione, Ayomide Folorunso, Alessandra Bonora, Giancarla Trevisan                           | 3:23,86 | C, RN  |
| 7   | 1     | 2      | Polonia                    | Alicja Wrona-Kutrzepa, Marika Popowicz-Drapala, Patrycja Wyciszkiewicz-Zawadzka, Natalia Kaczmarek | 3:24,05 | c, SB  |
| 8   | 2     | 6      | Irlanda                    | Sophie Becker, Róisín Harrison, Kelly McGrory, Sharlene Mawdsley                                   | 3:26,18 | c, SB  |
| 9   | 1     | 5      | Franța                     | Amandine Brossier, Louise Maraval, Sounkamba Sylla, Camille Seri                                   | 3:27,50 | c, SB  |
| 10  | 1     | 4      | Germania                   | Luna Thiel, Alica Schmidt, Mona Mayer, Carolina Krafzik                                            | 3:27,74 | SB     |
| 11  | 2     | 2      | Ungaria                    | Evelin Nádházy, Bianka Kéri, Fanni Rapai, Janka Molnár                                             | 3:27,79 | RN     |
| 12  | 2     | 9      | Elveția                    | Gulia Senn, Julia Niederberger, Rachel Pellaud, Catia Gubelmann                                    | 3:29,07 | SB     |
| 13  | 2     | 1      | Cuba                       | Zurian Hechavarría, Lisneidy Veitía, Rose Mary Almanza, Roxana Gómez                               | 3:29,70 |        |
| 14  | 2     | 8      | Botswana                   | Lydia Jele, Oratile Nowe, Galefele Moroko, Obakeng Kamberuka                                       | 3:31,85 |        |
| 15  | 1     | 9      | Spania                     | Eva Santidrián, Herminia Parra, Laura Bueno, Barbara Camblor                                       | 3:31,91 |        |
|     | 2     | 7      | Statele Unite ale Americii | Lynna Irby-Jackson, Rosey Effiong, Quanera Hayes, Alexis Holmes                                    | DS      | TR24,7 |
|     | 1     | 7      | Nigeria                    | Ella Onojuvwevwo, Patience Okon George, Opeyemi Deborah Oke, Imaobong Nse Uko                      | DS      | TR24,6 |

### Finala
Finala a avut loc pe 27 august.
| Loc | Culoar | Țară           | Atleți                                                                                             | Timp    | Note |
| --- | ------ | -------------- | -------------------------------------------------------------------------------------------------- | ------- | ---- |
| 1   | 9      | Țările de Jos  | Eveline Saalberg, Lieke Klaver, Cathelijn Peeters, Femke Bol                                       | 3:20,72 | RN   |
| 2   | 8      | Jamaica        | Candice McLeod, Janieve Russell, Nickisha Pryce, Stacey Ann Williams                               | 3:20,88 | SB   |
| 3   | 7      | Marea Britanie | Laviai Nielsen, Amber Anning, Ama Pipi, Nicole Yeargin                                             | 3:21,04 | SB   |
| 4   | 5      | Canada         | Zoe Sherar, Aiyanna Stiverne, Kyra Constantine, Grace Konrad                                       | 3:22,42 | SB   |
| 5   | 6      | Belgia         | Helena Ponette, Imke Vervaet, Hanne Claes, Camille Laus                                            | 3:22,84 | SB   |
| 6   | 2      | Polonia        | Alicja Wrona-Kutrzepa, Marika Popowicz-Drapała, Patrycja Wyciszkiewicz-Zawadzka, Natalia Kaczmarek | 3:24,93 |      |
| 7   | 4      | Italia         | Alice Mangione, Anna Polinari, Alessandra Bonora, Giancarla Trevisan                               | 3:24,98 |      |
| 8   | 3      | Irlanda        | Sophie Becker, Róisín Harrison, Kelly McGrory, Sharlene Mawdsley                                   | 3:27,08 |      |
| 9   | 1      | Franța         | Amandine Brossier, Louise Maraval, Marjorie Veyssiere, Camille Seri                                | 3:28,35 |      |